# Коэн, Элиэзер
Элиэзер Коэн (Чита; род. 18 июня 1934, Иерусалим) — израильский политик, историк, писатель
, депутат Кнессета.

## Биография
Служил в ВВС — сперва боевым пилотом, затем командиром крупнейшего вертолётного соединения, руководил отделом спецопераций ВВС и был командующим Западно-Синайского сектора в чине полковника ВВС.
Уйдя в запас, занимал должность директора аэропорта им. Бен-Гуриона, затем стал пилотировать пассажирский лайнер Боинг-747 авиакомпании «Эль-Аль». В мае 1999 года избран депутатом Кнессета от НДИ.
Написал и выпустил в свет книгу «Небо — не предел», рассказывающую об израильских ВВС. Окончил Университет им. Бен-Гуриона, имеет вторую академическую степень по истории Израиля.

## Политика
В 1977 году был в числе создателей партии ДАШ, в 1988 году создал общественно-политическое движение «Израильтяне — за изменение системы власти», активно действовавшее вплоть до слияния с движением «Наш дом Израиль».

## Работа по принятию конституции в Израиле
С момента избрания в Кнессет организовал и возглавил конституционное лобби, поставившее перед собой цель обеспечить скорейшее принятие конституции.
После вхождения фракции «НДИ — Ихуд Леуми» в правящую коалицию стал членом парламентской комиссии по национальной безопасности, а также членом юридической комиссии. Элиэзер Коэн большую часть своей деятельности посвящает вопросам принятия конституции.

## Семья
Женат, трое детей. Проживает в г. Рамат ха-Шарон.